# 1892 год в истории железнодорожного транспорта
1892 год в истории железнодорожного транспорта

## События

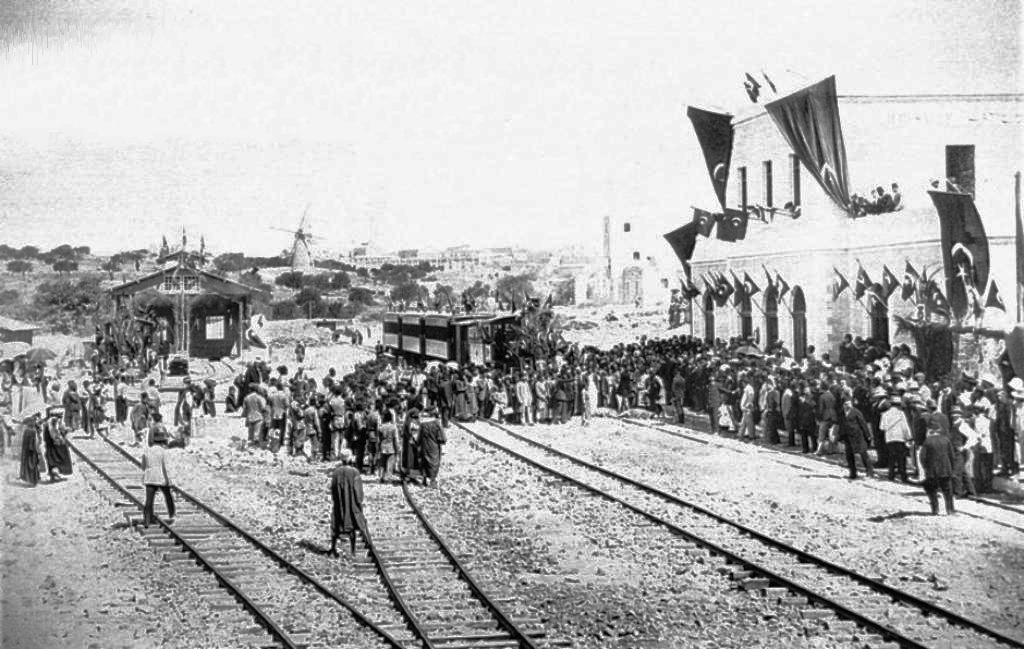
Первый поезд на вокзале в Иерусалиме

### ВРоссии
- 11 января — Образовано Общество Рязанско-Уральской железной дороги.
- 11 января — Рязанско-Козловская железная дорога прекратила своё существование, влившись в общество Рязанско-Уральской дороги.
- 13 октября — открыто регулярное движение по Ириновской железной дороге в Петербурге. В годы войны дорога сыграла большую роль для жизнеобеспечения блокадного Ленинграда. По ней проходил сухопутный участок Дороги жизни. Сейчас по городскому участку бывшей дороги проходит Ириновский проспект.
- октябрь — открыта железнодорожная линия Златоуст — Челябинск.
- В Рославле основаны главные мастерские по ремонту подвижного состава для Орловско-Витебской, Риго-Орловской, Московско-Белорусско-Балтийской железных дорог, ныне ОАО «Рославльский вагоноремонтный завод».

### В мире
- 20 мая — последний поезд по широкой колее Great Western Railway прибыл  на вокзал Паддингтон в Лондоне.
- На острове Лусон в Филиппинах построена первая железная дорога.[1]
- В Османской Палестине, на будущей территории Израиля, между Яффой и Иерусалимом проложена железнодорожная линия.[1]
- На территории Таиланда проложена первая железнодорожная линия.[1]
- В Азербайджане на базе частных мастерских основан Бакинский вагоноремонтный завод.
- В Санкт-Петербурге прошёл IV Международный железнодорожный конгресс.

## Новый подвижной состав
- В России создан первый грузовой вагон «нормального типа» (6400 × 2743 мм) грузоподъёмностью 12,5 т, на базе которого создавались вагоны большей грузоподъёмности с теми же размерами.[1]
- На Александровском заводе построены первые 2 паровоза серии Н.
- Коломенский завод выпустил первые 6 паровозов серии А.
- В России начат выпуск паровозов серии Р.

## Персоны

### Родились
- 30 сентября — Андрей Васильевич Хрулёв, советский военный и государственный деятель, нарком путей сообщения.